# Návuk od potrdjenyá ali férme
Návuk odpotrdjenyá ali férme (Nauk o potrditvi ali birmi) je katoliška verska knjiga v prekmurščini iz 1902. Avtor je Peter Kolar, župnik v Beltincih.
Knjiga je zelo majhna, ima le 8 strani. Pravzaprav je izpisek iz katoliškega velikega katekizma. Kolar je dal natisniti ta vprašanja kot pripravo bodočim birmancem (birma v prekmurščini ferma) beltinske župnije.
Ni znano kdo je bil tiskar in kje so natisnili knjižico. Knjiga je napisana v knjižni prekmurščini po slogu takratnih katoliških piscev.